# Oedignatha albofasciata
Espèce
Oedignatha albofasciata est une espèce d'araignées aranéomorphes de la famille des Liocranidae.

## Distribution
Cette espèce est endémique d'Inde.

## Description
La femelle holotype mesure 8 mm

## Publication originale
- Strand, 1907 : Vorläufige Diagnosen süd- und ostasiatischer Clubioniden, Ageleniden, Pisauriden, Lycosiden, Oxyopiden und Salticiden. Zoologische Anzeiger, vol. 31, p. 558-570 (texte intégral).